# Essende
Ne doit pas être confondu avec Esende.
Essende est une localité du Cameroun, située dans l'arrondissement (commune) d'Ombessa, le département du Mbam-et-Inoubou et la région du Centre.

## Population
En 1964, Essende comptait 1 437 habitants, principalement des Yambassa. Lors du recensement de 2005, on y a dénombré 1 905 personnes.